# Callinesia pardalis
Callinesia pardalis är en insektsart som beskrevs av Ronald Gordon Fennah 1965. Callinesia pardalis ingår i släktet Callinesia och familjen vedstritar. Inga underarter finns listade i Catalogue of Life.